# Giba (futebolista)
Antonio Gilberto Maniaes, mais conhecido como Giba (Cordeirópolis, 7 de março de 1962 – São Paulo, 24 de junho de 2014), foi um treinador e futebolista brasileiro que atuava como lateral-direito.

## Carreira como jogador
Começou nas categorias menores do Juventus de Cordeirópolis, como volante. Convidado pelo treinador e olheiro Ismael Pereira, o Maé,  jogou no dente-de-leite da Internacional de Limeira, onde disputou campeonatos daquela categoria. Depois passou pelo infantil e juvenil do Independente de Limeira. Descoberto pelo treinador Adailton Ladeira em um torneio em Rio Claro, foi para o Guarani de Campinas, onde chegou a ser convocado para a seleção paulista de juniores.
Em 1980 voltou ao Independente para se profissionalizar, ainda como volante, mas o treinador Galdino Machado transformou-o em lateral-direito. Em seguida foi contratado pela Internacional de Limeira, em uma transação polemica, quebrando um "tabu" que existia devido à grande rivalidade entre os dois clubes.
Daí foi jogar na Usina São João de Araras, hoje União São João, onde se destacou: mesmo jogando na lateral, foi um dos artilheiros da equipe.
Acabou por voltar ao Guarani na condição de profissional e, por sugestão do jornalista Brasil de Oliveira, adotou o apelido de Giba. Em 1986, estava no elenco vice-campeão brasileiro. Nessa mesma época, formou-se em Educação Física pela PUCCAMP.
Em fevereiro de 1989, para alegria de seus pais e irmãos, todos corintianos, foi contratado pelo Corinthians. Lá ele ficaria por cinco anos, ajudando na conquista do primeiro título brasileiro do clube, em 1990. Na época de Corinthians, foi convocado para as seleções paulista e brasileira.
Encerrou a carreira em 1993, aos 31 anos, após cirurgia de menisco mal sucedida e ter recebido passe livre ao final de seu contrato com o Corinthians.

## Carreira como treinador
Em 1995, iniciou carreira de treinador aos 33 anos, no Lousano/Valinhos.
Em 1996, conquistou a Copa São Paulo de Juniores pelo Lousano/Paulista, de Jundiaí, justamente contra o Corinthians, e foi aplaudido pela torcida adversária.
Depois atuou em equipes como Lousano Paulista Jundiai, Paulista Jundiai, Santos, Kuait Sporting Club, Sport, Santa Cruz, Portuguesa, São Caetano, Remo e CSA, entre outros.
Um dos seus principais feitos como treinador foi a conquista do vice-campeonato paulista de 2000, no comando do Santos.

## Morte
Giba morreu em 24 de junho de 2014, aos 52 anos, após alguns dias internado. Giba tinha amiloidose, uma doença rara que afeta os rins.

### Homenagens
Por várias vezes foi homenageado em sua terra natal, tendo sido em 19 de dezembro de 2002 o primeiro a receber a Medalha João Pacífico, que é ortogada pela Câmara Municipal de Cordeirópolis a pessoas que elevam o nome da cidade.
Em 2020, Giba foi homenageado como nome de rua do loteamento Jardim Atenas, no Bairro Moisés, em Jundiaí.

## Títulos

### Como jogador
Corinthians
- Campeonato Brasileiro: 1990
- Supercopa do Brasil: 1991

### Como treinador
Paulista
- Campeonato Brasileiro - Série C: 2001
- Campeonato Paulista - Série A2: 2001
- Copa São Paulo de Futebol Júnior: 1997

CSA
- Campeonato Alagoano: 1998